# 大张庄乡
大张庄乡是中国河北省邢台市隆尧县下辖的一个乡。

## 行政区划
大张庄乡下辖大张庄村、檀家庄村、范庄村、南王庄村、大虫营村、东刘庄村、宋家庄村、小曹庄村、胡家疙瘩村、大曹庄村、渠家庄村、殷家庄村、马家庄村、白家庄村、西刘庄村、成家庄村、郝家庄村、肖张庄村、焦家庄村、杨家窑村、王雄庄村、刘通庄村、羊毛疙瘩村、张家口村、黄家庄村、霸王营村、小王庄村。